# Hüseyin Hilmi Pascha

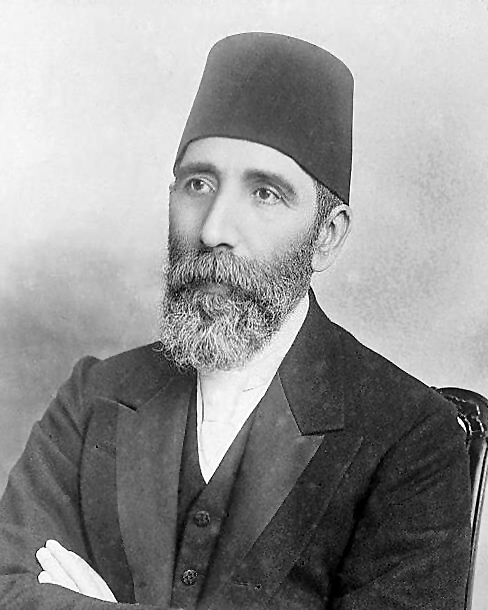
Hüseyin Hilmi Pascha

Hüseyin Hilmi Pascha (osmanisch حسین حلمی پاشا Hüseyin Hilmi Paşa, auch Hussein Hilmi Pasha; * 1. April 1855 in Midilli, heute Lesbos; † 1922 in Wien) war Staatsmann und Großwesir des Osmanischen Reiches.

## Leben
Hilmi Pascha war teilweise griechischer Herkunft, ein Ahne von Hilmi konvertierte vom Christentum zum Islam. Hilmi absolvierte die Mittelschule (Rüşdiye) in Mytilini (damals Midilli) und besuchte eine Zeit lang die Medrese, in der er Unterricht in Fiqh und Französisch nahm. 1878 trat er als Schreiber (Tahrirat Kalemi) in den Staatsdienst ein. 1897 wurde er für kurze Zeit Gouverneur des Vilâyets Adana und bis 1902 war er Gouverneur des Jemen. Von 1903 bis 1908 bekleidete er das Amt des Generalinspektors für Rumelien, namentlich für die Provinzen Vilâyet Saloniki, Vilâyet Kosovo und Vilâyet Manastır. Insbesondere ist er für seine Tätigkeit als Generalinspektor von Rumelien bekannt. Dieser Posten brachte ihm sowohl in Europa als auch bei den Jungtürken den Ruf für Ehrlichkeit, Effizienz, Unabhängigkeit und als Unterstützer liberaler Ideen ein. Als Generalinspektor war er einer der Berichterstatter des Sultans Abdülhamid II. über die Lage in Rumelien im Vorfeld der konstitutionellen Revolution der Jungtürken im Juli 1908.
Hilmi Pascha war in der am 30. Oktober 1908 gebildeten Regierung von Kâmil Pascha Innenminister (Dahiliye nazırı). Vom 14. Februar 1909 bis 13. April 1909 war Hüseyin Hilmi Pascha Großwesir. Somit war er der letzte Großwesir Sultan Abdülhamids. Für kurze Zeit war er auch Justizminister (Adliye nazırı) im Kabinett Ahmed Muhtar Paschas. Seine zweite und letzte Amtszeit als Großwesir dauerte vom 5. Mai 1909 bis zum 28. Dezember 1909.
Zwischen dem 15. Oktober 1912 und 1918 war Hilmi Pascha Botschafter in Wien und somit letzter Botschafter des Osmanischen Reiches in Österreich. Nach dem Waffenstillstand der Alliierten mit dem osmanischen Reich wurde Hilmi Pascha aufgrund seiner Nähe zur jungtürkischen İttihad ve Terakkî („Unionisten“), die mit Machtübernahme der „Liberalen“ in der Türkei nun diskreditiert war, die Rückkehr in die Türkei verboten. Hilmi Pascha hatte seinen Posten aufgrund gesundheitlicher Probleme aufgegeben. Bis zu seinem Tod blieb er in Wien. Sein Grab befindet sich auf dem Friedhof des Şeyh Yahya Efendi Dergahı in Beşiktaş, İstanbul.